# Marika Modeva
Marika Modeva (búlgar: Марийка Модева)  (valor desconegut, 4 d'abril de 1954) és una ex-remadora búlgara que va competir durant la dècada de 1970.
El 1976 va prendre part en els Jocs Olímpics de Mont-real, on guanyà la medalla de plata en la competició del quatre amb timoner del programa de rem. Formà equip amb Kapka Georgieva, Ginka Gyurova, Lilyana Vaseva i Reni Yordanova. Quatre anys més tard, als Jocs de Moscou, revalidà la medalla de plata en la mateixa prova del programa de rem. En aquesta ocasió formà equip amb Nadezhda Filipova, Ginka Gyurova, Rita Todorova i Iskra Velinova. En el seu palmarès també destaca una medalla de plata al Campionat del món de rem.